# 赤穂市立高雄小学校
赤穂市立高雄小学校（あこうしりつ たかおしょうがっこう）は、兵庫県赤穂市にある公立小学校。

## 沿革
- 1873年 - 立巖に幼稚小学校、中山、真殿に修身小学校、木津、目坂に顧命小学校を設立する。
- 1875年 - 3校を併合して立巖市小学校を設置する。
- 1884年 - 八洞小学校の分校となり立巖に初等科を設置する。
- 1887年 - 立巖簡易小学校と改称する。
- 1888年 - 立巖尋常小学校を設置する。
- 1892年 - 高雄尋常小学校と改称する。
- 1935年（昭和10年） - 校舎移転改築
- 1941年（昭和16年） - 高雄国民学校と改称する。
- 1947年（昭和22年） - 高雄村立高雄小学校と改称する。
- 1951年（昭和26年） - 赤穂市立高雄小学校と改称する。

## 通学区域
- 木津、目坂、高雄、周世、真殿及び中山

## 進学先中学校
- 卒業生の大半は赤穂市立坂越中学校へ進学する。

## 通学区域が隣接している学校
- 赤穂市立坂越小学校
- 赤穂市立赤穂小学校
- 赤穂市立塩屋小学校
- 赤穂市立有年小学校
- 赤穂市立原小学校
- 相生市立若狭野小学校
- 相生市立青葉台小学校